# Robert Martin Strachan
Pour les articles homonymes, voir Robert Strachan et Strachan.
Robert Martin Strachan (1er décembre 1913-21 juillet 1981), est un homme politique canadien de la Colombie-Britannique. Il est député provincial du social-démocrate et Néo-démocrate dans la circonscription britanno-colombienne de Cowichan-Newcastle de 1952 à 1966 et de Cowichan-Malahat de 1966 à 1975. Il est le chef de l'opposition officielle ayant servit à cette fonction le plus longtemps en Colombie-Britannique.
Stachan est ministre dans le cabinet du premier ministre Dave Barrett aux postes de ministre des Autoroutes de septembre 1972 à mai 1973 et de ministre des Transports et des Communications de mai 1973 à octobre 1975.

## Biographie
Né à Glasgow en Écosse, Strachan immigre au Canada où il travaille dans une ferme de Nouvelle-Écosse. En 1931, il se rend dans l'Ouest canadien pour travailler dans les mines du nord de la Colombie-Britannique et s'établit dans la ville minière de Anyox et ensuite à Powell River. Sur place, il travaille comme charpentier et militant syndical dans le mouvement Brotherhood of Carpenters and Joiners of America.
Élu chef du CCF en 1956, il mène la campagne lors de l'élection de 1960 (en) avec une plate-forme de nationalisation des compagnies hydro-électriques privées de la province. Malgré la dénonciation du premier ministre W. A. C. Bennett, ce dernier fait volte-face et procède à la nationalisation l'année suivante. Strachan dénonce alors les créditistes en les traitant d'hypocrites,.
Il conserve la direction du parti lors de sa transformation en Nouveau Parti démocratique de la Colombie-Britannique en 1961. Son leadership est contesté par Thomas Berger lors de course à la direction en 1967, mais il en sort gagnant. Néanmoins, sentant une humeur favorable au changement, il démissionne en 1969.
Demeurant au parlement et devenant ministre des Autoroutes lors de la prise du pouvoir par les néo-démocrates, il instaure un système public d'assurance automobile par la création de l'Insurance Corporation of British Columbia.
Il quitte la politique en 1975 et est nommée agent-général (en) de la province au Royaume-Uni par Dave Barrett. Il demeure en poste pendant près de deux ans.
Strachan meurt d'un cancer du poumon à Victoria en juillet 1981 à l’âge de 67 ans.